# Camp Upton
Camp Upton era un'installazione dell'esercito degli Stati Uniti situato nei dintorni di Yaphank su Long Island nella contea di Suffolk, stato di New York. Attualmente, è sede di uno dei più importanti Istituti di ricerca scientifica degli Stati Uniti, il Brookhaven National Laboratory.